# Цезий-133
Це́зий-133 (англ. caesium-133) — единственный стабильный изотоп химического элемента цезия с атомным номером 55 и массовым числом 133. Изотопная распространённость цезия-133 в природе составляет около 100 %.
C 1967 года явление перехода между двумя сверхтонкими уровнями основного состояния атома цезия-133 используется для определения одной из основных единиц измерения времени — секунды.

## Образование изотопа
Цезий-133 образуется в результате β−-распада нуклида ксенона 133Xe (период полураспада 5,2475(5) сут) и осуществления электронного захвата нуклидом бария 133Ba (период полураспада 10,51(5) года):
{\displaystyle \mathrm {{}^{1}{}_{54}^{33}Xe} \rightarrow \mathrm {{}^{1}{}_{55}^{33}Cs} +e^{-}+{\bar {\nu }}_{e}}
{\displaystyle \mathrm {{}^{1}{}_{56}^{33}Ba} +\mathrm {e} ^{-}\rightarrow \mathrm {{}^{1}{}_{55}^{33}Cs} +{\nu }_{e}}